# تشارلز دبليو. بورتر
تشارلز دبليو. بورتر (بالإنجليزية: Charles W. Porter)‏ هو سياسي أمريكي، ولد في 11 يوليو 1849 بهارتفورد في الولايات المتحدة، وتوفي في 1 أغسطس 1891 في نفس البلد. حزبياً، نشط في الحزب الجمهوري.